# Edifici d'habitatges del carrer Raval, 20
L'Edifici d'habitatges del carrer Raval, 20 és una obra de la Canonja (Tarragonès) protegida com a Bé Cultural d'Interès Local.

## Descripció
Edifici d'habitatges estructurat de forma clàssica en baixos, planta noble i àtic.
S'hi afegí un entresòl per aprofitar la gran alçada dels baixos.
La façana està composta amb un estil molt propi dels edificis de l'època.
Destaca l'acabament amb una balustrada de pedra.